# Bunchū
Bunchū (japanska: 文中?, Bunchū), 1372–1375, är en period i den japanska tideräkningen, vid det delade Japans södra tron. Bunchū infaller under norra tronens Ōan.  Kejsare vid den södra tronen var Chōkei. Shogun var Ashikaga Yoshimitsu.